# Grå talgoxe
Grå talgoxe (Parus cinereus) är en asiatisk tätting i familjen mesar med omstridd artstatus.

## Kännetecken

### Utseende
Grå talgoxe är en 13-17 cm lång grå, svart och vit mes som i stort ser ut som en färglös talgoxe med svart huvud och vita kinder. Rygg, mantel och skapularer är mellangrå, vingtäckare och vingpennor svarta med smala, grå spetsar och ett svagt band på större täckarna. Tertialerna är vitspetsade. Stjärten är lång och gråsvart med vita yttre stjärtpennor. Undersidan är mellangrå, på flankerna mörkgrå med ett brett svart längsgående band mitt på buken.
Östliga fåglar ("östlig talgoxe", se nedan) är något grönare, men har jämfört med talgoxen skiljer den sig genom att enbart manteln är gulgrön, medan rygg, vingtäckare och övergump är blågrå. Undersidan är smutsvit smutsvit eller beige utan någon gul ton. Vingarna har vita kanter på de svartaktiga tertialerna. Även stjärten är svart, med vita kanter, underifrån i huvudsak vit och till skillnad från orienttalgoxen enbart svart vid basen och i mitten.

### Läten
Lätena skiljer sig tydligt från talgoxe med en elektrisk skärande ton, exempelvis "zerr zerr zerr". Sången består av en käck, upprepad tvåstavig vissling. Lätena från östliga fåglar ("östlig talgoxe") beskrivs som typiskt demonstrativa och upprepade "bee-tsu bee-tsu be-tsuu...", "tea-cher tea-cher" eller "tsupi tsupi", medan sången innehåller upprepade kontaktläten. 

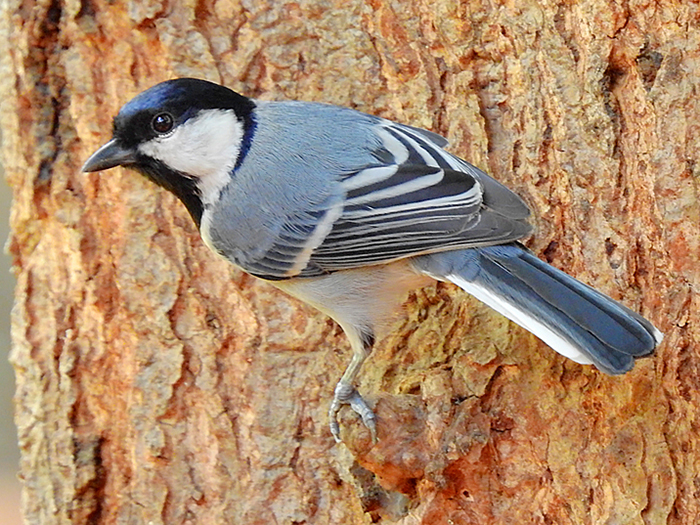
Grå talgoxe, av underarten stupae.

## Utbredning och systematik
Grå talgoxe har en vid utbredning i Asien från Afghanistan och Pakistan österut till Japan och söderut till Små Sundaöarna i Indonesien. Den delas upp i tolv underarter med följande utbredning:
- Parus cinereus decolorans – sydöstra Afghanistan (öster om Kabul och söder om Hindukush)
- Parus cinereus ziaratensis – södra Afghanistan till norra Baluchistan och Pakistan
- Parus cinereus caschmirensis – nordöstra Afghanistan till norra Afghanistan och nordvästra Indien
- Parus cinereus planorum – norra Indien till Nepal, Bhutan, Bangladesh och västra Myanmar
- Parus cinereus vauriei – östra Assam (distriktet Lakhimpur) och östra Arunachal Pradesh
- Parus cinereus stupae – centrala Indien och indiska halvön
- Parus cinereus mahrattarum – sydvästra Indien (Kerala) och Sri Lanka
- Parus cinereus templorum – nordöstra Thailand till södra Laos, norra Kambodja och södra Vietnam
- Parus cinereus hainanus – Hainan (södra Kina)
- Parus cinereus ambiguus – sydöstra Myanmar, thailändska halvön, Malackahalvön och Sumatra
- Parus cinereus sarawacensis – Borneo (västra Sarawak)
- Parus cinereus cinereus – Java och västra Små Sundaöarna
- Parus cinereus minor – förekommer i östra Sibirien, södra Sachalin, östcentrala och nordöstra Kina, Koreahalvön och Japan
- Parus cinereus dageletensis – förekommer på ön Ulleungdo utanför Sydkorea
- Parus cinereus amamiensis – förekommer i norra Ryukyuöarna
- Parus cinereus okinawae – förekommer i centrala Ryukyuöarna
- Parus cinereus nigriloris – förekommer i södra Ryukyuöarna (Ishigaki och Iriomote)
- Parus cinereus tibetanus – förekommer i sydöstra Tibet, sydvästra och sydcentrala Kina samt norra Myanmar
- Parus cinereus commixtus – förekommer från södra Kina till norra Vietnam
- Parus cinereus nubicolus – förekommer från östra Myanmar till norra Thailand och nordvästra Indokina

Tidigare urskildes östliga fåglar (underarterna minor till nubicolus i listan ovan) som en egen art, "östlig talgoxe" (Parus minor). Sedan 2024 inkluderas denna dock i grå talgoxe efter studier. Längre tillbaka betraktades både grå talgoxe och "östlig talgoxe" som en del av talgoxen (P. major) och vissa gör det fortfarande. 

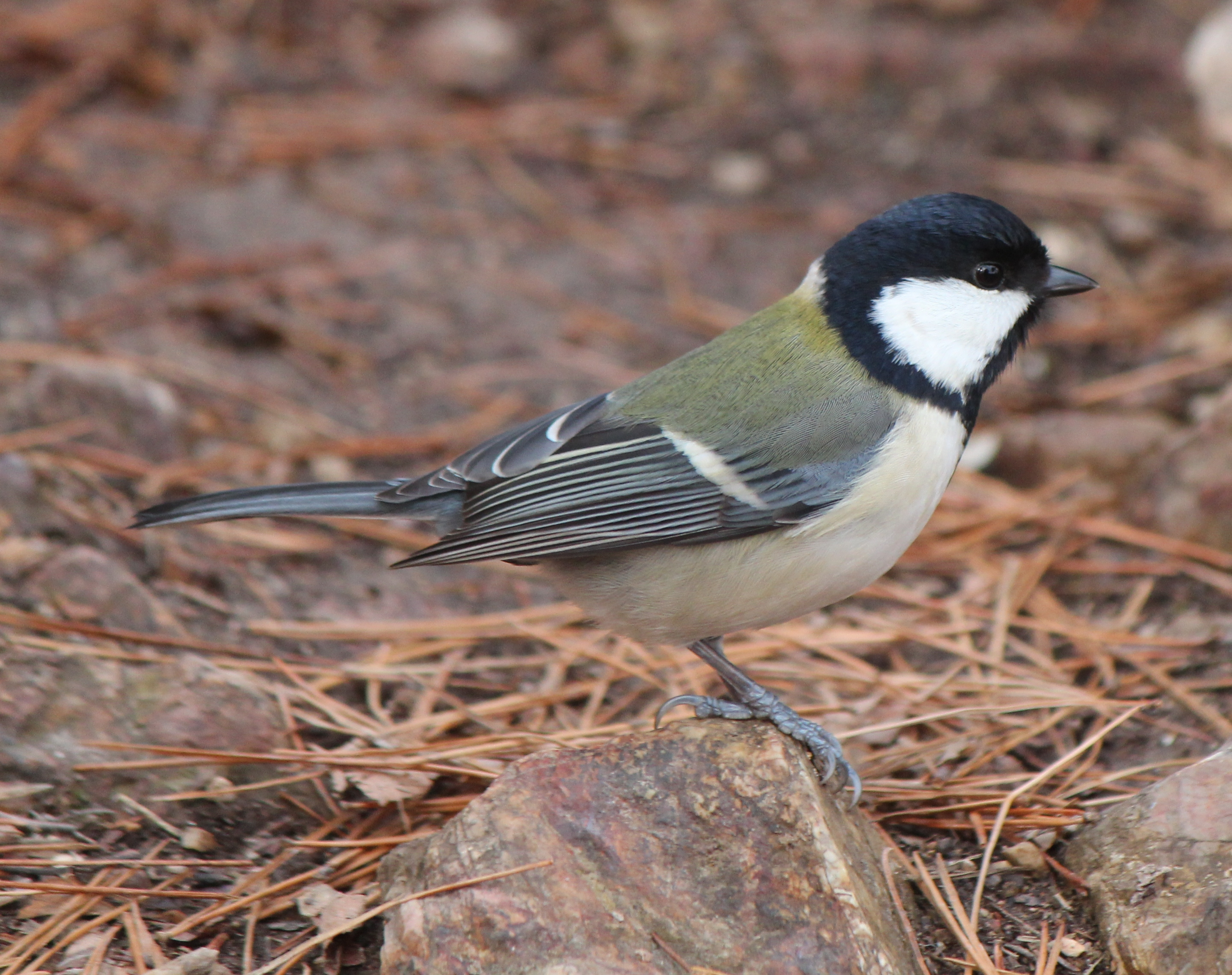
Grå talgoxe i Japan, tidigare urskild som en egen art, "östlig talgoxe".

## Ekologi
Fågeln återfinns i olika skogstyper, men främst i städsegrön skog och i mangrove. Den ses även i trädgårdar.

## Status och hot
IUCN erkänner den ännu inte som art, varför den inte placeras i någon hotkategori.